# Brian Laudrup
Brian Laudrup (sinh 22 tháng 2 năm 1969 tại Viên, Áo) là một cựu cầu thủ bóng đá chuyên nghiệp người Đan Mạch, người đã cùng đội tuyển Đan Mạch giành chức vô địch Euro 1992. Anh từng là thành viên then chốt của câu lạc bộ Rangers F.C. thống trị Giải bóng đá ngoại hạng Scotland (Scottish Premier League) trong thập niên 1990.
Năm 2004, cùng với anh trai của mình là Michael Laudrup, Brian Laudrup được Pelé bầu chọn vào danh sách 125 cầu thủ còn sống xuất sắc nhất.

## Tiểu sử
Brian Laudrup sinh ra trong một gia đình có truyền thống bóng đá với người cha Finn Laudrup là cựu cầu thủ đội tuyển Đan Mạch và anh trai Michael cũng có niềm đam mê thể thao. Anh khởi nghiệp tại câu lạc bộ Đan Mạch Brøndby IF và khi mới 18 tuổi đã khoác áo đội tuyển quốc gia lần đầu tiên vào ngày 18 tháng 11 năm 1987 trong trận thua Tây Đức 0-1. Brian Laudrup không có tên trong đội tuyển Đan Mạch tham dự Euro 1988, nhưng từ tháng 2 năm 1989 Brian Laudrup gây ấn tượng và trở thành một trụ cột ở cả cấp độ câu lạc bộ và đội tuyển, khi chuyển sang Đức chơi cho KFC Uerdingen 05 và được bầu chọn là Cầu thủ xuất sắc nhất Đan Mạch năm 1989. Sau chỉ một mùa chơi cho Uerdingen anh được chuyển nhượng sang Bayern Munich với giá 2 triệu bảng vào năm 1990.

### Vô địch châu Âu 1992
Năm 1992, Brian Laudrup cùng đội tuyển Đan Mạch tham dự Euro 1992 tại Thuỵ Điển vào phút chót khi thay thế đội tuyển Nam Tư bị cấm tham dự do chiến tranh. Trong một đội hình thiên về phòng ngự, Brian Laudrup là một trong vài cầu thủ tấn công. Mặc dù anh không ghi được bàn thắng nào trong giải, kĩ thuật và tốc độ của anh đã góp phần quan trọng vào chức vô địch của Đan Mạch. Do vậy Laudrup đứng đồng hạng 5 trong cuộc bầu chọn Cầu thủ xuất sắc nhất năm của FIFA năm 1992, cùng hạng với đồng đội Peter Schmeichel. Tuy nhiên ở trong nước anh vượt qua Schmeichel, nhận danh hiệu Cầu thủ xuất sắc nhất Đan Mạch lần thứ 2 năm 1992.
Danh tiếng của anh lan rộng và Brian Laudrup đã thực hiện được ước vọng của mình là thi đấu ở Serie A khi chuyển sang ACF Fiorentina. Tuy nhiên, quãng thời gian ở Ý là thời kì không vui vẻ và không thành công. Sau khi câu lạc bộ Ý này phải xuống hạng, các tifosi đã trút giận vào anh đến nỗi có lần anh phải thoát ra khỏi sân vận động bằng cách chui vào cốp xe. Anh được cho A.C. Milan mượn trong mùa bóng 1993-1994 và cũng chỉ được ra sân vài trận. Thời gian này đội tuyển Đan Mạch cũng không thành công khi họ không vượt qua được vòng loại World Cup 1994.